# Movimientos de anexión de Canadá a Estados Unidos
Desde la independencia de los Estados Unidos hasta hoy, varios movimientos anexionistas en Canadá han buscado la anexión a Estados Unidos de la totalidad o parte de Canadá. Los estudios históricos se han centrado en numerosos movimientos a pequeña escala, que son útiles en las comparaciones de la política canadiense y estadounidense.
En los primeros años de Estados Unidos, muchas figuras políticas estadounidenses estaban a favor de la invasión y anexión de Canadá, e incluso antes de la aprobación para la admisión de Canadá a los Estados Unidos. En los Artículos de la Confederación en 1777, la derrota de los intentos estadounidenses para lograr este objetivo, tanto en la revolución americana y la guerra de 1812, condujo gradualmente al abandono en los Estados Unidos de cualquier esfuerzo serio hacia la anexión, cambiando sus objetivos de expansión a los territorios de México hacia el oeste. El historiador Joseph Levitt señala: «desde el Tratado de Washington en 1871, cuando por primera vez de facto se reconoció al nuevo Dominio de Canadá, los Estados Unidos nunca han sugerido o promovido un movimiento anexionista en Canadá. Ninguna fuerza seria ha aparecido en la escena política estadounidense que pretendiera persuadir o coaccionar a los canadienses a unirse a los Estados Unidos. Y, de hecho, ninguna iniciativa seria para cualquier movimiento en esta dirección ha llegado desde el lado canadiense tampoco».
Las encuestas han sugerido que una minoría de los canadienses apoyaría la anexión, que van desde el 20 por ciento en una encuesta de Léger Marketing en 2001. A tan sólo el siete por ciento en otra encuesta realizada por la misma compañía en 2004.
Ningún miembro electo de cualquier asamblea federal o provincial en Canadá, ni ningún político dominante en los Estados Unidos, aboga abiertamente la anexión. Dos partidos políticos provinciales menores en Canadá promovieron el concepto en la década de 1980, pero tampoco atrajeron el apoyo o la atención general.

## Grupos anexionistas históricos

### 1837
Los movimientos anexionistas históricos dentro de Canadá por lo general se inspiran en la insatisfacción con el gobierno colonial británico de Canadá. Grupos de inmigrantes irlandeses tomaron la ruta de la lucha armada, en un intento de anexar la península entre el río Detroit y el río Niágara por la fuerza en la campaña de la guerra patriótica de 1837 a 1838.
Aunque las rebeliones de 1837 en Alto y Bajo Canadá fueron motivados en parte por este tipo de insatisfacción, el resentimiento canadiense al gobierno británico nunca llegó al grado que llevó a la revolución americana en 1775. Cabe destacar que el crecimiento de la población de Canadá en el finales del siglo xviii y principios del siglo xix fue estimulado en gran parte por los realistas del Imperio Unido, que dejaron las colonias americanas durante la revolución por su lealtad a Gran Bretaña. En el período 1790-1837, los funcionarios imperiales denunciaron reiteradamente el republicanismo de estilo americano y trataron de suprimirlo. Las rebeliones en sí no se libraron con el objetivo de la anexión, sin embargo, pero se lanzaron en pos de la independencia política de Gran Bretaña y reformas sociales liberales.
Entre 1848 y 1854, una minoría importante y articulada de los conservadores en el Alto Canadá propuso cambios constitucionales inspirados en el sistema federal-estatal estadounidense y la Constitución de los Estados Unidos. Criticaron la imitación de Canadá del gobierno parlamentario británico al que reconocieron como demasiado democrático y demasiado tiránico. Destruyó la independencia del gobernador designado y el Consejo Legislativo y aún más el poder concentrado en el Gabinete. Esta crítica se llevó a muchos conservadores a argumentar que el modelo americano de pesos y contrapesos ofreció a Canadá una forma más equilibrada y conservadora de la democracia que hizo el gobierno parlamentario británico. Estos «conservadores republicanos» debatieron una serie de cambios constitucionales, incluyendo la anexión a Estados Unidos, un gobernador electo, un Consejo Legislativo elegido, una unión federal de la Norteamérica británica, e imperial Federación, dentro de este marco. Estos conservadores habían aceptado un «gobierno por discusión» como la base adecuada para el orden político.

### 1850
Alrededor de 1850 hubo un movimiento anexionista serio en la región fronteriza del este de Quebec, donde la mayoría descendiente estadounidense sentía que la unión con los Estados Unidos pondría fin a su aislamiento y estancamiento económico, así como eliminarlos de la amenaza creciente de dominación política francocanadiense. Los principales defensores de este movimiento genuinamente bipartidista se cuidaron de no aparecer desleal a Gran Bretaña, sin embargo, y desalentaron activamente la protesta popular a nivel local. Temerosa de la democracia al estilo norteamericano, la elite local también expresó su repulsa hacia la esclavitud estadounidense y el expansionismo militarista. En consecuencia, el movimiento murió tan rápidamente en los municipios del este como lo hizo en Montreal después que Gran Bretaña expresó su desaprobación oficial y el comercio con los Estados Unidos comenzó a aumentar.
En Montreal a mediados de siglo, con poca inmigración y las quejas de que la derogación de las leyes del maíz habían cortado la región fuera de sus vínculos comerciales británicas, un grupo pequeño pero organizado apoyó la integración de las colonias en los Estados Unidos. La principal organización de defensa de la fusión fue la Asociación Anexión, fundada en 1849 por una alianza de los nacionalistas francocanadienses y empresarios de habla inglesa en Montreal que tenían un interés común en la república. Muchos de sus miembros, incluyendo Louis-Joseph Papineau, fueron los participantes en las rebeliones de 1837 y 1838.
Sin embargo, el movimiento se extinguió en 1854. La anexión nunca fue un movimiento muy popular. Muchos canadienses eran leales a la Corona y Gran Bretaña, especialmente los descendientes de los realistas al Imperio Unido. Los francocanadienses preocupados por ser una minoría aún más pequeña en una unión aún más grande, y su preocupación anticatolicismo estadounidense. La guerra civil americana, además, convenció a muchos canadienses que el experimento estadounidense fue un fracaso.

### Década de 1860

#### Columbia Británica
El secretario de Estado de Estados Unidos William H. Seward predijo en 1860 que el oeste de la América del Norte británica, desde Manitoba hasta la Columbia Británica, junto con la Alaska rusa decidiría unirse a los Estados Unidos. Muchos en Gran Bretaña, por ejemplo, Goldwin Smith y el The Times de Londres, eran pesimistas sobre el futuro de la Norteamérica británica y estaban de acuerdo con Seward; el Times incluso dijo que Gran Bretaña sólo se opondría a que los Estados Unidos trataran de tomar el territorio por la fuerza. A finales de 1860, los residentes de la Columbia Británica, que todavía no era una provincia canadiense, respondieron a la compra de Alaska de los Estados Unidos con el miedo de estar rodeados por el territorio americano. La opinión local se dividió, y así como los tres periódicos de la isla de Vancouver apoyaron la anexión a Estados Unidos, mientras que los tres periódicos continentales rechazaron la idea. Incluso los opositores al régimen de anexión admitieron que Gran Bretaña había descuidado la región y que las quejas estaban justificadas. Sin embargo, el sentimiento anexión desapareció a los pocos meses y los líderes prominentes se movieron hacia la confederación con Canadá.
Peticiones circularon en favor de la anexión a Estados Unidos. La primera, en 1867, tenía como objetivo a la reina Victoria, exigiendo que el gobierno británico asuma las deudas de la colonia y estableciera un vínculo vapor, o permitir a la colonia unirse a los Estados Unidos. En 1869, una segunda petición fue dirigida al presidente Ulysses S. Grant, pidiéndole a negociar la anexión de América del territorio de Gran Bretaña. Fue entregado a Grant por Vincent Colyer, comisionado de Alaska, el 29 de diciembre de 1869. Ambas peticiones fueron firmadas por solo una pequeña fracción de la población de la colonia, y la Columbia Británica fue finalmente admitido como una provincia de Canadá en 1871.

#### Nueva Escocia
La mayoría de los canadienses se opusieron fuertemente a la idea de la anexión a Estados Unidos. Los informes de la petición anexión de 1866 —un proyecto de ley que, contrariamente a la creencia, nunca llegó a votación— podría haber sido uno de los muchos factores detrás de la Confederación canadiense. En 1867 mucho más serio fueron las incursiones hechas por estadounidenses de ascendencia irlandesa que través de la frontera en 1866, motivaron una ola de sentimiento patriótico que ayudó a la causa de la Confederación.
Sin embargo, existía un movimiento sustancial de anexión en Nueva Escocia, y en menor grado, en Nuevo Brunswick, Quebec y Ontario, durante la década de 1860. Nueva Escocia el partido Anti-Confederación liderado por Joseph Howe consideró que el principal proconfederación Charles Tupper había encausado la provincia a un acuerdo para unirse a Canadá sin el apoyo popular. Howe en Londres intentó sin éxito persuadir al gobierno para liberar a Nueva Escocia de la Ley de la Norteamérica británica pendiente con la amenaza de anexión de Estados Unidos. Una recesión económica significativa se produjo en 1866 después del Tratado de Reciprocidad de 1854; la colonia dependía en gran medida de la venta de pescado a los estadounidenses, causando a muchos a creer que el libre comercio con Estados Unidos era necesario para la prosperidad. Los anticonfederacionistas ganaron todos menos dos escaños en la 24.ª Asamblea General de Nueva Escocia; como en la Columbia Británica que no necesariamente apoyaban la anexión. Se volvió a enviar a Howe a Londres para liberar a Nueva Escocia, pero en 1868 el gobierno británico se negó una vez más, en la creencia de que Nuevo Brunswick probablemente siga Nueva Escocia fuera del dominio y harían que la nueva nación se derrumbe.

### 1890
En 1891, Goldwin Smith postula en su libro Canada and the Canadian Question que la eventual anexión de Canadá por los Estados Unidos era inevitable, y debe ser bienvenida si los canadienses realmente creían en el ideal de la democracia. Su punto de vista no ha recibido un amplio apoyo.
En enero de 1893, preocupada por la posible anexión de Canadá, una meta luego de ser perseguida por la Asociación Unión Continental, un grupo de Ontario y los liberales de Quebec, el primer ministro sir John Thompson pronunciaron un discurso sobre la tolerancia, el nacionalismo canadiense y la lealtad continua a Gran Bretaña. Thompson finalmente se enteró de que el deseo de hacer de Canadá parte de los Estados Unidos se limitaba a una pequeña minoría entre los liberales.

### 1900
En 1901 W. T. Stead discutía en La americanización del mundo posibles anexiones de Canadá y de Terranova. Se cree que debido a su tamaño y fuerza Canadá probablemente sería la última de las posesiones británicas en las Américas a unirse a los Estados Unidos. Stead citó varias razones de por qué creía anexión parecía «inevitable», sin embargo, incluyendo el rápido crecimiento lazos económicos y la migración entre los dos países.
En 1903, el presidente del Tribunal Supremo del Reino Unido puso del lado de los americanos resolver la disputa fronteriza con Alaska en favor de los Estados Unidos. Muchos canadienses sintieron una sensación de traición por parte del gobierno británico, cuyo propio interés nacional requería estrechos vínculos con los Estados Unidos, independientemente de los intereses de Canadá.

### Terranova, en la mitad delsigloxx
Mientras que el Dominio de Terranova todavía estaba separado de Canadá, durante la Segunda Guerra Mundial, un partido conocido como el Partido de la Unión Económica buscó vínculos más estrechos con los Estados Unidos. in embargo, Canadá se opuso a la posibilidad, y el gobierno británico, que controlaba Terranova como colonia, no le permitiría considerar la anexión con los Estados Unidos en ningún referéndum. En cambio, la EUP buscó un «gobierno responsable» independiente que luego exploraría la anexión de estadounidense. Un referéndum mostró una pluralidad en apoyo de la independencia, pero no una mayoría; un referéndum de desempate dio como resultado que Terranova se confederara con Canadá para convertirse en la décima provincia.

## Grupos anexionistas modernos
Dos partidos políticos provinciales modernos han propuesto que su provincia se separe de Canadá y se una los Estados Unidos. Sin embargo, no han atraído apoyo significativo.
El Partido Unionista fue un partido político provincial en Saskatchewan en 1980 que promovió la unión de las provincias occidentales con los Estados Unidos. Fue el grupo anexionista más exitoso políticamente, pero su éxito fue de corta duración y extremadamente limitado en su alcance. El partido tuvo brevemente dos miembros en la Asamblea Legislativa de Saskatchewan, los cuales se cambiaron a otro partido, pero se disolvieron a las pocas semanas después de no calificar para el estatus oficial del partido.
Parti 51 fue un partido político de corta duración en la provincia de Quebec en la década de 1980 que abogaba por la admisión de Quebec a Estados Unidos como el Estado 51. El partido obtuvo sólo 3846 votos, o el 0,11 por ciento del voto popular en la provincia, en las elecciones generales de Quebec de 1989 —menos votos que el Partido Marxista-Leninista de Quebec o el satírico Partido Limón— y se disolvió al año siguiente.

## Retórica antianexión
En el discurso político canadiense moderno, la idea de convertirse en el Estado 51 de los Estados Unidos se utiliza mucho más a menudo como una táctica de miedo contra líneas de acción política que pueden ser vistos como demasiado «americanizadas». El uso de este tipo de retórica puede producirse incluso si los proponentes de un curso de acción tienen no anexión declarado o propuesto.
En las elecciones federales de Canadá de 1911, el Partido Conservador en respuesta al tratado de reciprocidad propuesto negociado por el Partido Liberal de Canadá fue denunciarlo como equivalente a una toma de control económico norteamericano. Las partes intercambiaron posiciones en la tarde de la elecciones federales de Canadá de 1988, cuando los liberales utilizaron el mismo tipo de retórica para denunciar al Partido Conservador Progresista propuesto como Tratado de Libre Comercio de Canadá y Estados Unidos, aunque los conservadores progresivos ganaron esa elección y el acuerdo se aplicaba.
Temores de anexión se pueden encontrar a lo largo de Canadian History for Dummies, en la que el humorista Will Ferguson declaró para John L. O'Sullivan, que fue el «destino manifiesto» de los Estados Unidos de anexar y poseer todos los territorios de América del Norte. De hecho, el uso de O'Sullivan del término nunca se extendió más allá del potencial de la anexión estadounidense de Texas y Territorio de Oregón; escribió explícitamente que lo que hizo fue no creer que los Estados Unidos tenía un destino de anexar Canadá.